# Neuvicq-le-Château
Neuvicq-le-Château ist eine französische Gemeinde mit 346 Einwohnern (Stand: 1. Januar 2022) im Département Charente-Maritime in der Region Nouvelle-Aquitaine (vor 2016: Poitou-Charentes); sie gehört zum Arrondissement Saint-Jean-d’Angély und zum Kanton Matha. Die Einwohner werden Neuvicquois und Neuvicquoises genannt.

## Geographie
Neuvicq-le-Château liegt etwa 17 Kilometer nordöstlich von Cognac in der Saintonge. Umgeben wird Neuvicq-le-Château von den Nachbargemeinden Bresdon im Norden, Val-d’Auge im Nordosten, Rouillac im Osten, Mareuil im Südosten, Courbillac im Süden, Macqueville im Westen und Südwesten sowie Siecq im Nordwesten.

## Bevölkerungsentwicklung
| Jahr                       | 1962 | 1968 | 1975 | 1982 | 1990 | 1999 | 2006 | 2017 |
| Einwohner                  | 481  | 504  | 433  | 406  | 385  | 381  | 394  | 321  |
| Quellen: Cassini und INSEE |      |      |      |      |      |      |      |      |

## Sehenswürdigkeiten
- Kirche Saint-Martin, seit 1948 als Monument historique eingeschrieben
- Schloss Neuvicq aus dem 15. Jahrhundert, seit 1912 als Monument historique klassifiziert

Siehe auch: Liste der Monuments historiques in Neuvicq-le-Château

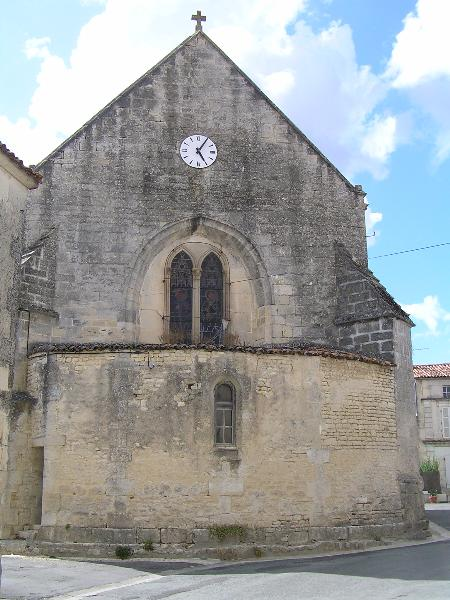
Kirche Saint-Martin
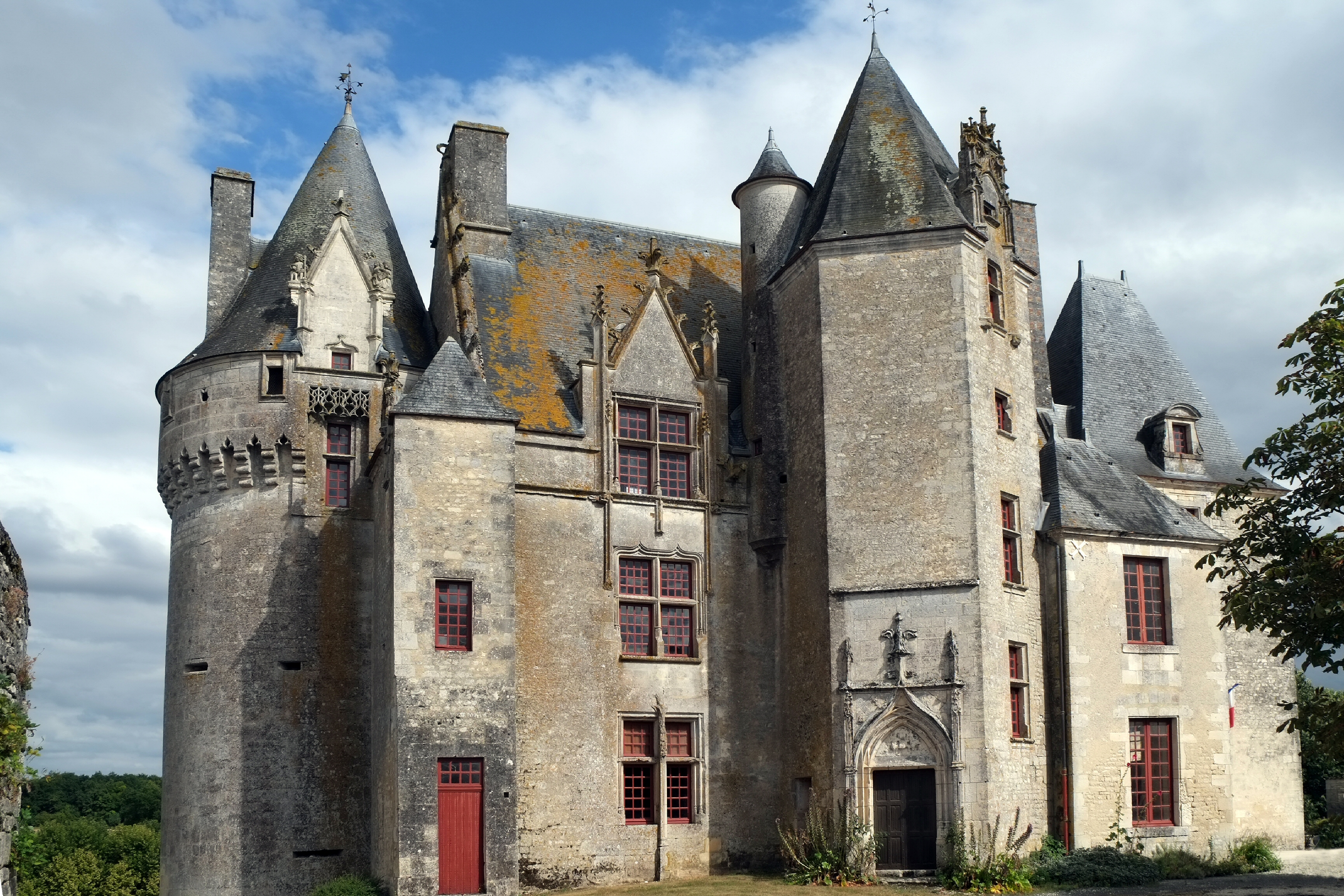
Schloss Neuvicq